# アウトバーン 21
アウトバーン 21（ドイツ語: Bundesautobahn 21, BAB 21 または A 21）はドイツの高速道路、アウトバーンの一路線である。
北のシュトルペ (ホルシュタイン) から南のハンモアまで56 kmの路線を持つ地方道路である。将来に全長121 kmでキールとリューネブルクを結ぶ計画がある。